# 중인
중인(中人)은 조선 시대에 양반과 상민 사이에 있던 신분계층의 하나이다.

## 이름
이들의 신분은 양반과 상민 사이에 놓여 있어 사회적인 중간 위치를 차지하고 있었으며, 서울 중앙에 거주하고 있었기 때문에 중인이라는 명칭이 붙여졌다.

## 개설
주로 기술직이나 사무직에 종사하던 벼슬아치로서, 의관(醫官), 향리(鄕吏), 서리(胥吏, 흔히 아전), 서제(書題), 토관(土官, 토호를 위한 특별 관직), 군교(軍校, 군무를 보는 관리), 역리(驛吏, 역관), 계사(計士; 회계 관리), 음양관(陰陽官) 및 추길관(諏吉官, 길일을 가리는 관리), 화원(畫員, 도화서의 잡직. 화가), 사자관(寫字官, 문서를 정서하는 관리) 등의 하급관리
, 관상감원(觀象監員), 검률(檢律) 등의 기술관을 세습하면서 하나의 특수한 신분 계층을 이루게 되었다. 또한 경외(京外) 문무관청에서 실무를 보는 하급 관리 및 서얼도 광범한 의미에서 중인 신분으로 간주할 수 있는바, 이들의 지위는 대개 고정되어 일반적으로 그 향상을 도모할 길이 막혀 있었다. 이 가운데 의원, 역관, 계사, 음양관(추길관)은 과거(잡과)를 통해 관직에 들어서므로 중인 가운데 지체가 높은 편이며, 특히 의원과 역관을 가장 높이 친다.
그러나 이들 특수 기술관이나 문무의 하급 관리들은 소속 관아나 문무 고관에 예종(隸從)되어 기술과 실무를 담당했으므로 실제적인 이득을 취하고 그 나름의 사회적 조직을 통해 행세를 할 수도 있었다. 역관이나 관상감원 등이 명에 파견되는 사신을 수행하여 무역의 이(利)를 볼 수 있었던 것도 그 예이며, 또한 지방의 향리가 토착적인 세력을 이용하여 수령을 조종·농간하거나 전권(專權)·작폐(作弊)하는 일도 많았던 것이다.
근대에 들어오면서 신분상승한 상민이나 천민 출신들과는 달리 계보 의식에 있어서 전통사회의 신분제를 거부하는 태도가 주목된다. 즉 계보를 조작하거나 기존 계보를 사실대로 계승하는 중인들도 있었지만 족보 편찬에 참여를 거부, 오늘 날 족보들을 보면 조선 말기 중인들의 후손 기록이 19세기 중반 또는 후반에서 멈추는 양상이 두드러진다.
유명 인사로는 (가나다 순) 김득련, 김호경(하급 관료 출신 의병장), 김홍도(화가), 박병수(前 행정정치가), 방정환(잡지 어린이 발행인,동화작가), 방한덕, 변수, 오경석(개화인사), 오세창, 우경선, 우범선(농학자 우장춘의 선친), 우항정(초명 우항선), 유영대(필명 백운산), 유홍기(일명 유대치), 이규성(역관 출신 의병장), 이근배(현대 자유 시조 시인), 이종근(기독교 계파 독립운동가), 장희재(희빈 장씨의 오빠), 정수동(위항 시인), 최세진, 팽한주, 현순, 홍원섭(기독교 계파 독립운동가), 희빈 장씨 등이 있다.

## 같이 보기
- 양반 / 상민 / 천민
- 사농공상
- 신분 제도